# Coelometopon angulatum
Coelometopon angulatum är en skalbaggsart som beskrevs av Perkins 2005. Coelometopon angulatum ingår i släktet Coelometopon och familjen vattenbrynsbaggar. Inga underarter finns listade i Catalogue of Life.